# Grand Prix Formule 1 van Duitsland 1993
De Grand Prix Formule 1 van Duitsland 1993 werd gehouden op 25 juli 1993 op de Hockenheimring.

## Uitslag
| Positie | Nummer | Rijder               | Team                  | Ronden | Tijd/Opgave     | Startplaats | Punten |
| ------- | ------ | -------------------- | --------------------- | ------ | --------------- | ----------- | ------ |
| 1       | 2      | Alain Prost          | Williams-Renault      | 45     | 1:18:40.885     | 1           | 10     |
| 2       | 5      | Michael Schumacher   | Benetton-Ford         | 45     | +16.664         | 3           | 6      |
| 3       | 26     | Mark Blundell        | Ligier-Renault        | 45     | +59.349         | 5           | 4      |
| 4       | 8      | Ayrton Senna         | McLaren-Ford          | 45     | +1:08.229       | 4           | 3      |
| 5       | 6      | Riccardo Patrese     | Benetton-Ford         | 45     | +1:31.516       | 7           | 2      |
| 6       | 28     | Gerhard Berger       | Ferrari               | 45     | +1:34.754       | 9           | 1      |
| 7       | 27     | Jean Alesi           | Ferrari               | 45     | +1:35.841       | 10          |        |
| 8       | 25     | Martin Brundle       | Ligier-Renault        | 44     | +1 Ronde        | 6           |        |
| 9       | 29     | Karl Wendlinger      | Sauber                | 44     | +1 Ronde        | 14          |        |
| 10      | 12     | Johnny Herbert       | Lotus-Ford            | 44     | +1 Ronde        | 13          |        |
| 11      | 23     | Christian Fittipaldi | Minardi-Ford          | 44     | +1 Ronde        | 20          |        |
| 12      | 19     | Philippe Alliot      | Larrousse-Lamborghini | 44     | +1 Ronde        | 23          |        |
| 13      | 15     | Thierry Boutsen      | Jordan-Hart           | 44     | +1 Ronde        | 24          |        |
| 14      | 24     | Pierluigi Martini    | Minardi-Ford          | 44     | +1 Ronde        | 22          |        |
| 15      | 0      | Damon Hill           | Williams-Renault      | 43     | Banden          | 2           |        |
| 16      | 21     | Michele Alboreto     | Lola-Ferrari          | 43     | +2 Rondes       | 26          |        |
| 17      | 9      | Derek Warwick        | Arrows-Mugen-Honda    | 42     | +3 Rondes       | 11          |        |
| DNF     | 14     | Rubens Barrichello   | Jordan-Hart           | 34     | Wiellager       | 17          |        |
| DNF     | 3      | Ukyo Katayama        | Tyrrell-Yamaha        | 28     | Aandrijfas      | 21          |        |
| DNF     | 30     | Jyrki Järvilehto     | Sauber                | 22     | Spin            | 18          |        |
| DNF     | 11     | Alessandro Zanardi   | Lotus-Ford            | 19     | Spin            | 15          |        |
| DNF     | 10     | Aguri Suzuki         | Arrows-Mugen-Honda    | 9      | Botsing         | 8           |        |
| DNF     | 7      | Michael Andretti     | McLaren-Ford          | 4      | Botsing         | 12          |        |
| DNF     | 22     | Luca Badoer          | Lola-Ferrari          | 4      | Ophanging       | 25          |        |
| DNF     | 4      | Andrea de Cesaris    | Tyrrell-Yamaha        | 1      | Versnellingsbak | 19          |        |
| DNF     | 20     | Érik Comas           | Larrousse-Lamborghini | 0      | Versnellingsbak | 16          |        |

## Wetenswaardigheden
- Damon Hill kreeg in de slotfase een klapband,  terwijl hij aan de leiding reed.
- Ayrton Senna spinde bij de start maar kwam goed terug en werd vierde.
- Alain Prost won zijn laatste GP. Met een totaal aantal van 51 overwinningen was hij recordhouder totdat Michael Schumacher het verbrak door het winnen van de GP van België in 2001.

## Statistieken
| Pole-position | Alain Prost        | Williams-Renault | 1:38.748 |
| Snelste ronde | Michael Schumacher | Benetton-Ford    | 1:41.859 |

## Noot
- Dit was de 250ste Grand Prix-start voor Riccardo Patrese.

1931 · 1932 · 1934 · 1935 · 1936 · 1937 · 1938 · 1939 · 1951 · 1952 · 1953 · 1954 · 1956 · 1957 · 1958 · 1959 · 1961 · 1962 · 1963 · 1964 · 1965 · 1966 · 1967 · 1968 · 1969 · 1970 · 1971 · 1972 · 1973 · 1974 · 1975 · 1976 · 1977 · 1978 · 1979 · 1980 · 1981 · 1982 · 1983 · 1984 · 1985 · 1986 · 1987 · 1988 · 1989 · 1990 · 1991 · 1992 · 1993 · 1994 · 1995 · 1996 · 1997 · 1998 · 1999 · 2000 · 2001 · 2002 · 2003 · 2004 · 2005 · 2006 · 2008 · 2009 · 2010 · 2011 · 2012 · 2013 · 2014 · 2016 · 2018 · 2019